# Gornje Taborište (Glina)
Gornje Taborište falu Horvátországban, Sziszek-Monoszló megyében. Közigazgatásilag Glinához tartozik.

## Fekvése
Sziszek városától légvonalban 28, közúton 43 km-re nyugatra, községközpontjától légvonalban 11, közúton 15 km-re északnyugatra, a Glinát Zágrábbal összekötő 31-es számú főút mentén Velika Solina és Donje Taborište között fekszik. Nevének előtagja az innen 3 km-re északnyugatra fekvő Donje Taborištétől különbözteti meg. A két település közül Gornje Taborište fekszik magasabban, ezért kapta az „felső” jelzőt.

## Története
A környék számos településéhez hasonlóan a 17. század vége felé népesült be. A katonai határőrvidék része lett. A 18. század közepén megalakult a Glina központú első báni ezred, melynek fennhatósága alá ez a vidék is tartozott. 1881-ben megszűnt a katonai közigazgatás. A két Taborištének együtt 1857-ben 744, 1910-ben 985 lakosa volt. 1918-ban az új szerb-horvát-szlovén állam, majd később Jugoszlávia része lett. A második világháború idején a Független Horvát Állam része volt. 1991. június 25-én az akkor kikiáltott független Horvátország része lett. Lakosságának háromnegyede horvát nemzetiségű volt, de 50 szerb is lakott a faluban. A szerb erők 1991 októberében elfoglalták és lerombolták, horvát lakosságát elűzték. Csak 1995. augusztus 8-án a Vihar hadművelettel szabadította fel a horvát hadsereg. 2011-ben 56 lakosa volt, akik földműveléssel, állattartással foglalkoztak. A gornja bučicai plébániához tartoztak.

## Népesség
| Lakosság változása | Lakosság változása | Lakosság változása | Lakosság változása | Lakosság változása | Lakosság változása | Lakosság változása | Lakosság változása | Lakosság változása | Lakosság változása | Lakosság változása | Lakosság változása | Lakosság változása | Lakosság változása | Lakosság változása | Lakosság változása |
| ------------------ | ------------------ | ------------------ | ------------------ | ------------------ | ------------------ | ------------------ | ------------------ | ------------------ | ------------------ | ------------------ | ------------------ | ------------------ | ------------------ | ------------------ | ------------------ |
| 1857               | 1869               | 1880               | 1890               | 1900               | 1910               | 1921               | 1931               | 1948               | 1953               | 1961               | 1971               | 1981               | 1991               | 2001               | 2011               |
| 744                | 881                | 796                | 989                | 633                | 985                | 898                | 929                | 468                | 499                | 505                | 425                | 369                | 303                | 120                | 56                 |

(1857 és 1890, valamint 1910 és 1931 között Taborište néven Donje Taborište lakosságával együtt.)

## Nevezetességei
- A honvédő háború emlékműve az áldozatok tömegsírja felett.